# ايمانويل كورونيل
ايمانويل كورونيل (بالإسبانية: Emanuel Coronel)‏ هو لاعب كرة قدم أرجنتيني في مركز الدفاع، ولد في 1 فبراير 1997 في مدينة كونسبسيون، توكومان في الأرجنتين. لعب مع بانفيلد.

## وصلات خارجية
- ايمانويل كورونيل على موقع قاعدة بيانات كرة القدم.إي يو (الإنجليزية)
- ايمانويل كورونيل على موقع Soccerway.com (الإنجليزية)